# Target (film, 1985)
Pour les articles homonymes, voir Target.
Pour plus de détails, voir Fiche technique et Distribution.
Target est un film d'espionnage américain réalisé par Arthur Penn, sorti en 1985.

## Synopsis
Ancien agent de la CIA, Walter Lloyd s'est retiré et vit sous un nom d'emprunt avec sa femme et son fils qui ignorent son ancienne activité. Mais sa femme est enlevée à Paris. Walter essaie de la retrouver, en compagnie de son fils, échappant à divers tueurs.

## Fiche technique
- Réalisateur : Arthur Penn, assisté d'Alain Tasma
- Scénariste  : Howard Berk, Don Petersen, Leonard Stern
- Société de production : CBS Entertainment Production et CBS Productions
- Producteur : David Brown et Richard D. Zanuck
- Musique du film : Michael Small
- Directeur de la photographie : Jean Tournier
- Montage : Richard P. Cirincione et Stephen A. Rotter
- Distribution des rôles : Gene Lasko
- Création des décors : Willy Holt
- Décorateur de plateau : Gabriel Béchir
- Création des costumes : Marie-Françoise Perochon
- Ingénieur du son :
- Coordinateur des cascades : Claude Carliez
- Pays de production  :  États-Unis
- Genre : Espionnage
- Durée : 117 minutes (1h57)
- Dates de sortie : 
  - États-Unis : 8 novembre 1985
  - France : 1er janvier 1986

## Distribution
- Gene Hackman (VF : Claude Joseph) : Walter Lloyd / Duncan (Duke) Potter
- Matt Dillon (VF : Jean-François Vlérick) : Chris Lloyd / Derek Potter
- Gayle Hunnicutt (VF : Christine Delaroche) : Donna Lloyd
- Josef Sommer (VF : Igor de Savitch) : Taber
- Guy Boyd (VF : Jacques Frantz) : Clay
- Viktoriya Fyodorova : Lise
- Herbert Berghof (VF : Yves Barsacq) : Hanz Schroeder
- Ilona Grübel (VF : Martine Meiraeghe) : Carla
- Tomas Hnevsa (VF : Jean Violette (acteur)) : Henke
- Jean-Pol Dubois : Glasses
- Robert Ground : Sergent de marine
- Véronique Guillaud : Secrétaire du consul américain
- Richard Münch (VF : Philippe Dumat) : le colonel
- Charlotte Bailey : Réceptionniste
- James Selby (VF : Richard Darbois) Ross
- Ray Fry (VF : Jacques Dynam) : Mason
- Jacques Mignot : Madison Hotel Clerk
- Robert Liensol : Vendeur
- Ullrich Haupt Jr. : Agent Older
- Viktoriya Fyodorova (VF : Béatrice Delfe): Lise
- Werner Pochath : agent Young
- Catherine Rethi :	Nurse
- Jany Holt (VF : Lita Recio) : la propriétaire de la pension
- Jean-Pierre Stewart : Ballard